# Mexilhoeira Grande
Mexilhoeira Grande ist eine Kleinstadt und Gemeinde an der Algarve im Süden Portugals.

## Geschichte
Funde belegen eine vorgeschichtliche Besiedlung, u. a. die kupferzeitliche Siedlung in Alcalar. Aus römischer Zeit stammen eine Vielzahl Funde und Ausgrabungen, insbesondere die Villa von Quinta da Abicada. Im 6. und 7. Jahrhundert wurde der Ort vermutlich verlassen. Ab dem 8. Jahrhundert siedelten hier Araber, als auch die Algarve ab 711 Teil des al-Andalus wurde. Die heutige Ortschaft Mexilhoeira Grande wurde ab dem 14. Jahrhundert erwähnt und ist seit dem 16. Jahrhundert eine eigenständige Gemeinde. König D. Carlos besuchte am 12. Oktober 1897 das Dorf, als er am dortigen Bahnhof der Linha do Algarve ausstieg. Am 1. November 1999 wurden Mexilhoeira Grande der Titel und die Privilegien einer Kleinstadt (Vila) verliehen.

## Sehenswürdigkeiten

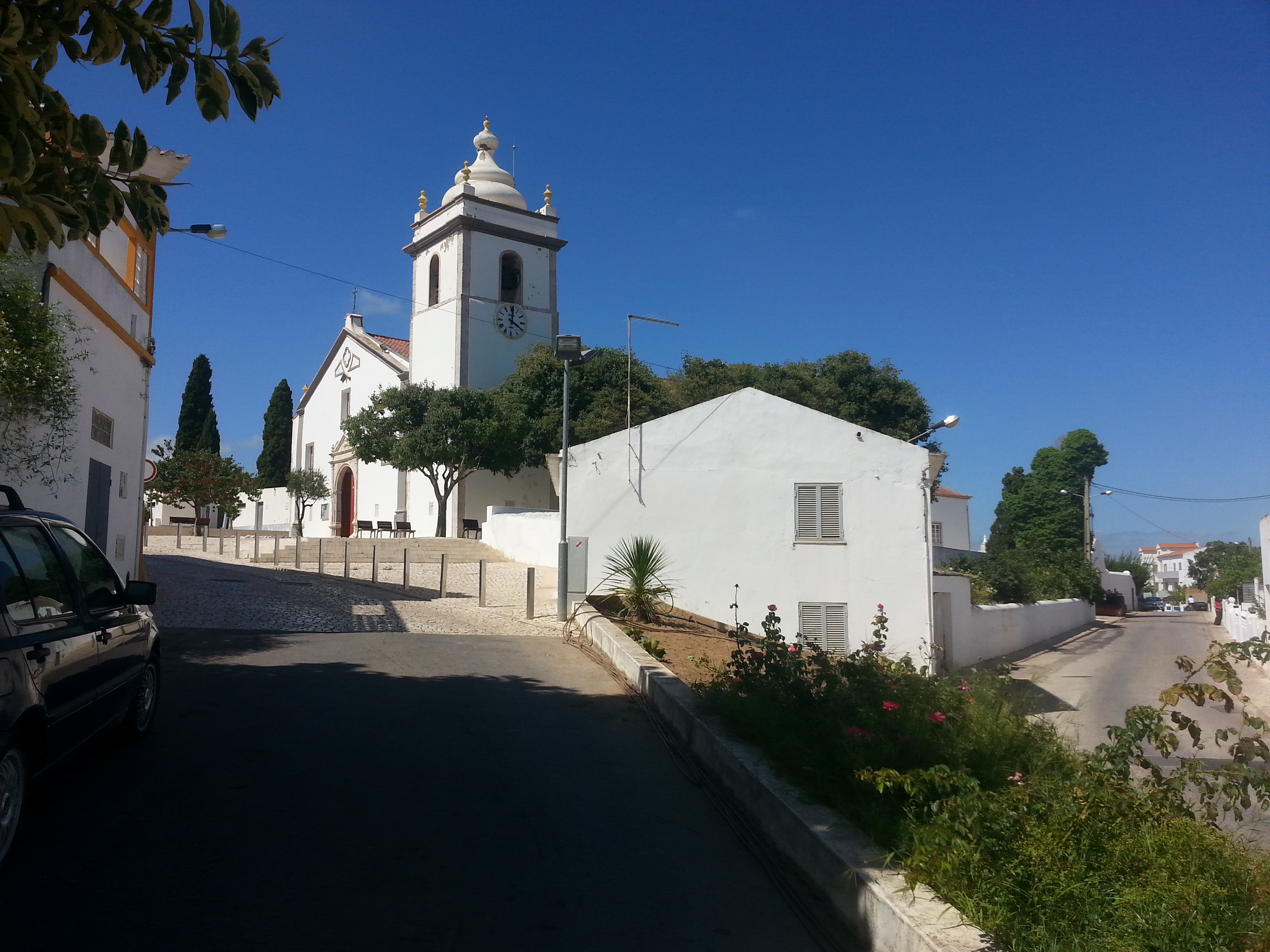
Pfarrkirche

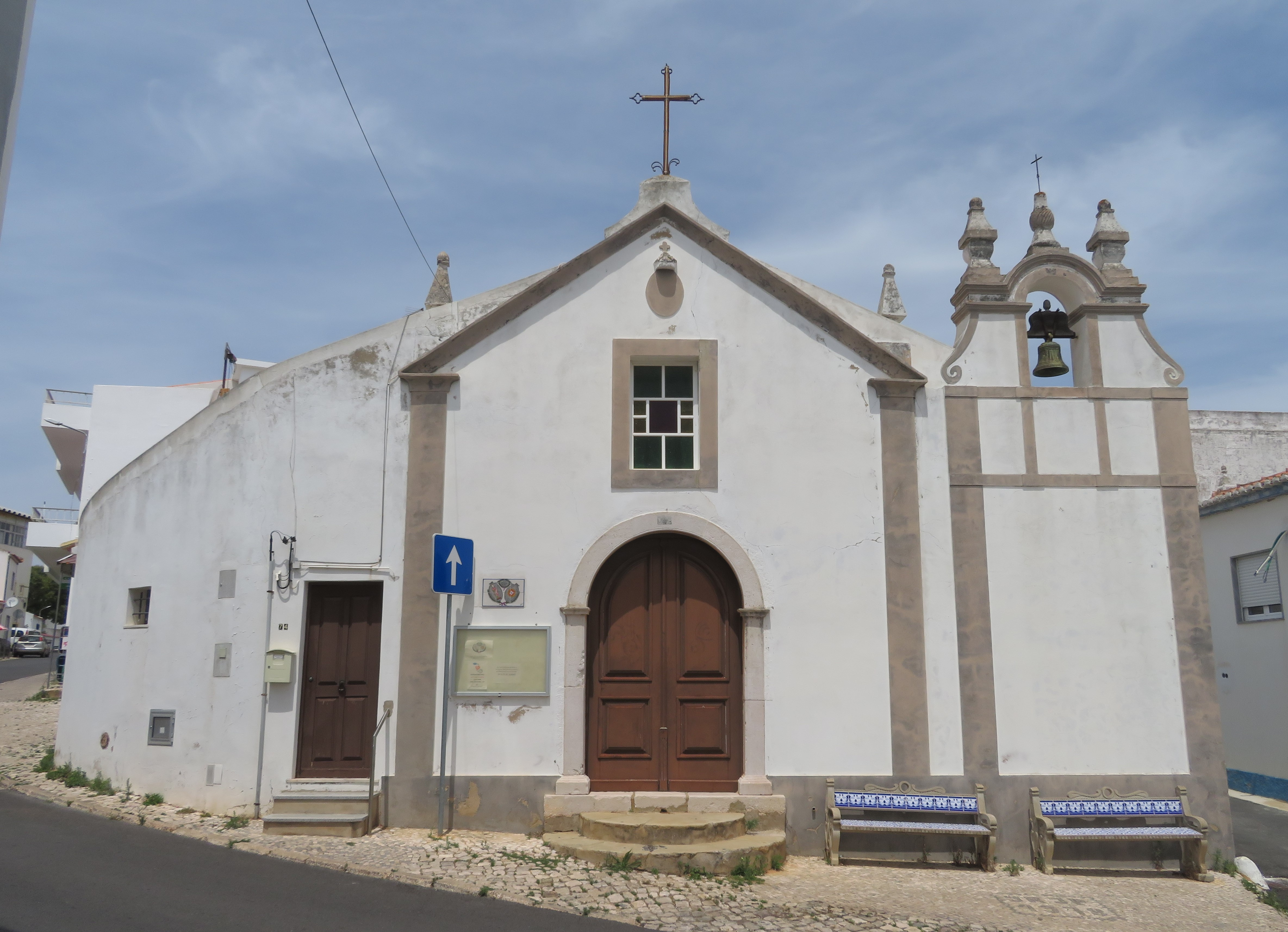
Igreja da Santa Casa da Misericórdia

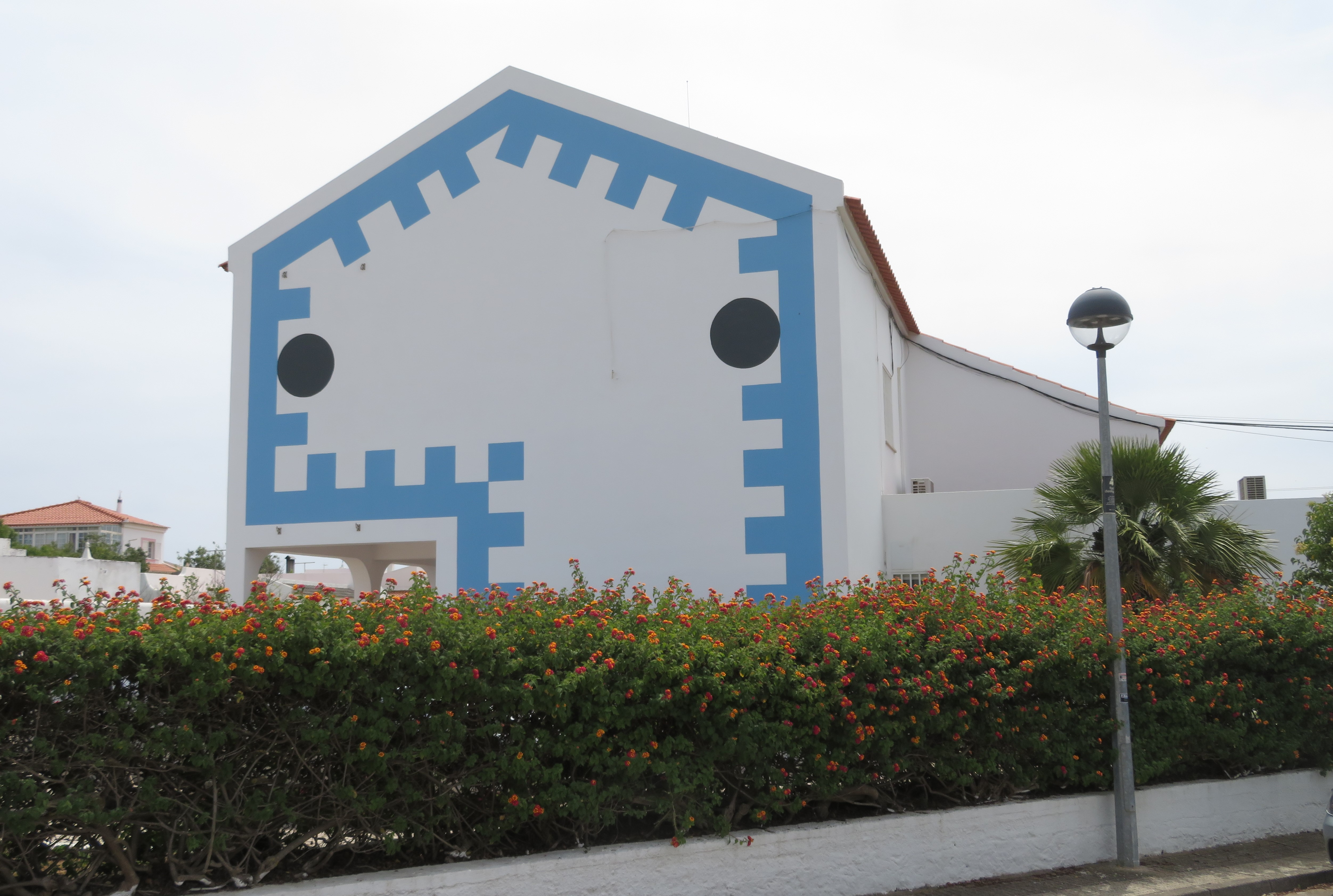
Stadtverwaltung

In der Umgebung des kleinen Ortes Alcalar nordöstlich von Mexilhoeira Grande befinden sich die bisher größte bekannte kupferzeitliche Kuppelgrab-Nekropole Portugals und auf einem Plateau die dazugehörende große Siedlung (3. Jahrtausend v. Chr.). Heute kann man eines der Grabmonumente, das restaurierte Monument 7, besichtigen.
Die römische Ausgrabungsstätte Estação romana da Quinta da Abicada südöstlich des Ortes stammt aus dem späten 1. Jahrhundert n. Chr., hier wurden Fundamente einer römischen Villa mit den Resten eines Mosaikbodens freigelegt.
Die manuelinisch-barocke Pfarrkirche von Mexilhoeira Grande, nach ihrer Schutzpatronin auch Igreja de Nossa Senhora da Assunção, wurde im 16. Jahrhundert errichtet und gehört zu den geschützten Baudenkmälern in der Gemeinde.
Die ebenfalls als Denkmal geschützte Kirche Igreja da Santa Casa da Misericórdia de Mexilhoeira Grande aus dem 17. Jahrhundert gehört einer Bruderschaft (Irmandade), die sich  um soziale Belange und um die medizinische Versorgung im Ort kümmert.

## Verwaltung
Mexilhoeira Grande ist Sitz einer gleichnamigen Gemeinde (Freguesia) im Kreis (Concelho) von Portimão im Distrikt Faro. Sie hat eine Fläche von 91,2 Quadratkilometern und 4313 Einwohner (Stand 19. April 2021).
Folgende Orte und Ortsteile gehören zur Gemeinde:
| - Alcalar - Alto do Zambujeiro - Arão - Benavides - Biscainhas - Corta Ventos - Cova do Gato - Espargueira - Figueira - Fonte do Poio - Mesquita | - Mexilhoeira Grande - Moinho da Rocha - Monte Canelas - Montes de Cima - Morgadinho de Baixo - Norinha - Olhitos - Palmeirais - Pereira - Poio - Quinta da Rocha | - Saragoçal - Senhora do Verde - Serrabodes - Terras Largas - Terras Novas - Torre - Vale da Achada - Várzea do Farelo - Vidigal Novo - Vidigal Velho - Zambujosa |

## Infrastruktur
In Mexilhoeira befinden sich die Kreisverwaltung Junta da Freguesia, eine Schule, Sporthalle und ein Sportplatz. In der Rua Francisco Bivar, der Hauptstraße, sind verschiedene Einkaufsmöglichkeiten zur Deckung des täglichen Bedarfs sowie gastronomische Betriebe zu finden. Unterkünfte für Touristen und Anbieter von Dienstleistungen sind über den Ort verteilt.
Über die Eisenbahnlinie Linha do Algarve, die in Mexilhoeira Grande einen Haltepunkt hat, bestehen direkte Zugverbindungen nach Lagos und Faro  sowie zu anderen Orten an der Algarve. Eine 1922 eröffnete Eisenbahnbrücke führt am südöstlichen Rand des Ortes über den Fluss Ribeira do Farelo. Direkte Busverbindungen zu verschiedenen Orten im Süden Portugals sowie nach Lissabon sind ebenfalls vorhanden.

## Ortsbild
Der Ort Mexilhoeira Grande besteht in erster Linie aus weißen Häusern mit einem Walmdach in schmalen Gassen und liegt in der ländlichen Gegend nordwestlich von Portimão. Die meisten der Bewohner verdienen sich mit klassischem Handwerk und Landwirtschaft ihren Lebensunterhalt.

## Umgebung
Der hiesige Wasserlauf Ria de Alvor ist ein Natura-2000-Schutzgebiet. Die Motorsport-Rennstrecke Autódromo Internacional do Algarve liegt im Gemeindegebiet.
=

## Söhne und Töchter
- Agostinho Fernandes (1886–1972), Unternehmer, Publizist und Kunstsammler
- Nuno Júdice (1949–2024), Schriftsteller